# Handelshögskolan vid Göteborgs universitet

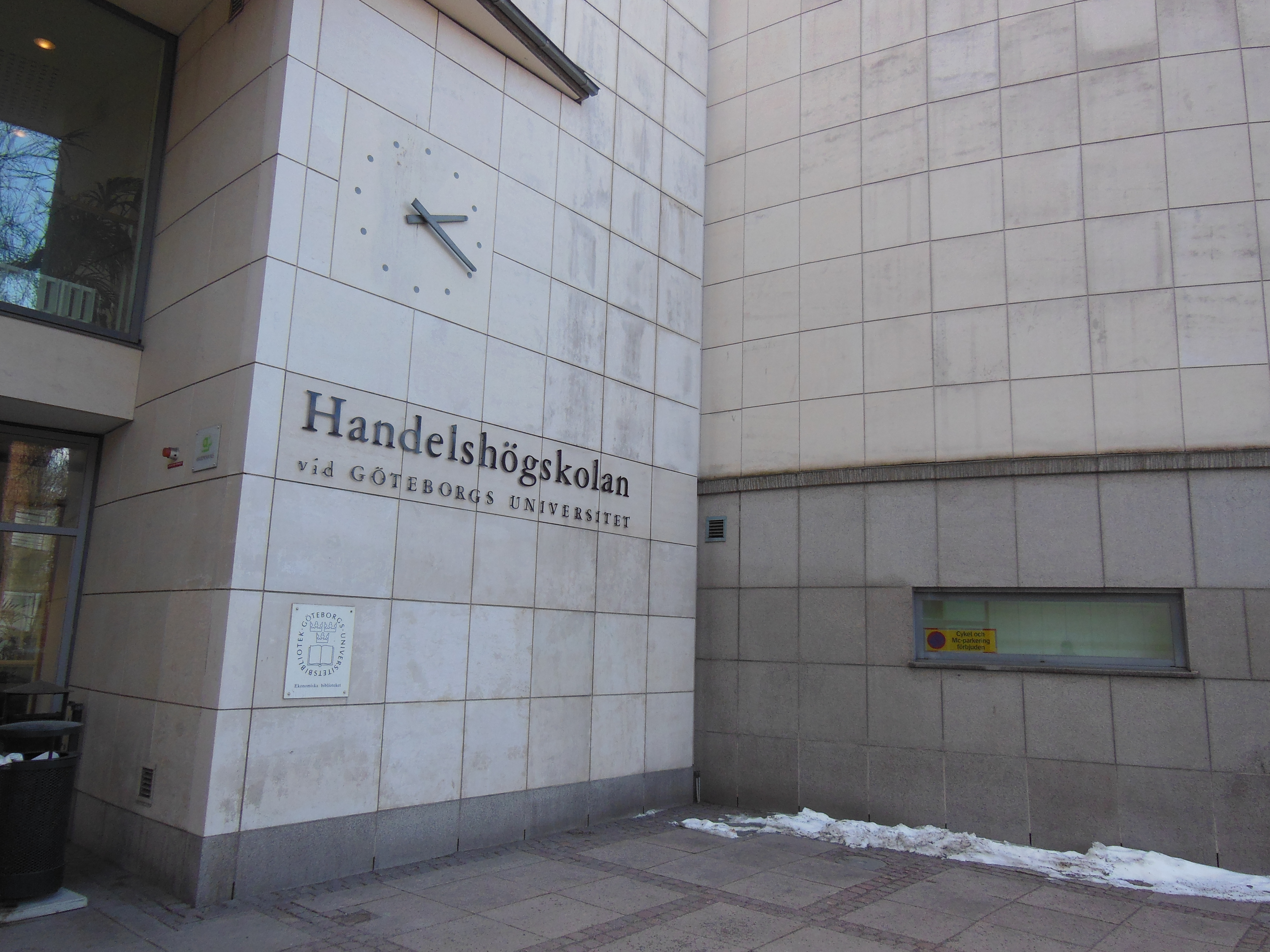
Entré till högskolan.

Handelshögskolan vid Göteborgs universitet är en fakultet inom Göteborgs universitet. Den grundades 1923 som en privat högskola och var mellan 1961 och 1971 en fristående statlig högskola. Huvudbyggnaden ligger i korsningen Vasagatan och Sprängkullsgatan. Delar av verksamheten finns på Viktoriagatan 13.
Handelshögskolans forskning är bred och bedrivs inom fyra institutioner och ett antal forskningscentra. Utbildning ges både på grund- och avancerad nivå. Handelshögskolan är ackrediterad av EQUIS sedan 2014, av AMBA sedan 2014 och av AACSB sedan 2016. Handelshögskolan i Göteborg är den första högskolan i Sverige med ackreditering från dessa tre, så kallad Triple Crown-ackreditering.  
Skolans organisation omfattar sedan 1 januari 2013 institutionerna ekonomi och samhälle, företagsekonomi, juridik samt  nationalekonomi med statistik. Det finns även flera forskningscentra och associerade verksamheter. Masterprogrammen hanteras av Graduate School. Institutionen för informatik, som var en del av Handelshögskolan sedan mitten av 1990-talet och fram till 2006, tillhör numera IT-fakulteten vid Göteborgs universitet. Handelshögskolan har cirka 160 partneruniversitet runt om över hela världen vilket innebär att studenterna kan skaffa sig internationell erfarenhet genom utbytesstudier.

## Historik
Handelsundervisning i Göteborg i organiserad form har bedrivits sedan 30 januari 1826, då Göteborgs Handelsinstitut som det första i Sverige, startade sin verksamhet på initiativ av stadens handelssocietet med dess ordförande, grosshandlare Anders Georg Levgren i spetsen. På regeringens uppdrag utarbetade en annan av societetens medlemmar ett förslag, grosshandlare Gustaf Ferdinand Hennig (1786-1853), vilket fick gehör och genom ekonomiskt stöd från bland andra Levgren på 1 000 riksdaler kunde projektet genomföras. De första lokalerna hyrdes av hotellvärden Mathias Bloms hus i hörnet av Södra Hamn- och Östra Larmgatorna, där dåvarande Grand Hotel låg och genom ett anslag på 125 000 kronor från grosshandlare Peter Hammarberg kunde en nybyggnad vid Läroverksgatan 6 uppföras 1879-1881, ritad av Adrian Crispin Petersson.
Frågan om högre handelsundervisning i Göteborg hade diskuterats sedan stadsfullmäktiges beredning av 1885, då hälften av antalet ledamöter yrkade på högskolans anordnande till en högre kommersiell skola, en "handelsakademi". Då August Röhss den 29 juli 1901 gjorde sin donation på 350 000 kronor, för upprättande av en professurer i nationalekonomi med mera, vid Göteborgs högskola så ville han "samtidigt gagna den merkantila bildningen i vårt land" och markerade "att vid tillsättande af dessa professurer det måtte bestämmas, att innehafvarne skola, därest så påfordras, medverka vid undervisningen i en eventuell högre merkantil bildningsanstalt i Göteborg". 
Handelskammaren i Göteborg tillsatte 1906 en kommitté för att få frågan om en högre, merkantil utbildning utredd och i maj 1910 presenterades ett förslag om inrättandet av handelshögskolekurser, avsedda för "de yngre krafter, som redan inträtt i handelns tjänst". År 1914 skänkte konsul Johan Ekman 40 000 kronor till Handelskammaren för inrättandet av så kallade "handelshögskolekurser", vilka startade på höstterminen 1915. Kursernas uppgift var att "i främsta rummet åt den i handelns tjänst eller eljes inom affärsvärlden arbetande ungdomen i vårt samhälle bereda tillfälle att förvärva djupare insikter i det ekonomiska livets företeelser och en större förmåga att behärska medlen för en framgångsrik verksamhet på köpmannabanan". Undervisningen bestod av föreläsningar samt seminarier. Undervisningsämnen var: nationalekonomi, ekonomisk geografi, handelsteknik, näringslivets psykologi, rättsvetenskap och moderna språk. Kurserna blev en stor framgång, och debatten kring en "verklig handelshögskola" tog ny fart
Konsul August Kjellberg donerade 1918 på vissa villkor 135 000 kronor för ändamålet. Men de helt avgörande donationerna kom 1919, då konsul Johan Ekman och hans arvingar gav 500 000 kronor, samt det bidrag på 500 000 kronor ur Wilh. Röhss donationsfond som stadsfullmäktige i Göteborg beviljade samma år. Omfattande donationer lämnades även av Brand- och livförsäkrings AB Svea, Göteborgs Bank, generalkonsul Adolf Bratt, generalkonsul och fru K. Lithman, grosshandlare Axel Carlander, handlanden Victor Lidell, direktör Axel Adler, Ernst von Sydows fond, samt fru Hedvig Carlander. 

### Handelshögskolan grundas
Handleskammaren i Göteborg hade tagit fram ett förslag till stadgar för Handelshögskolan och dessa godkändes av  Göteborgs stadsfullmäktige, som därefter skickade in en ansökan om stadfästning till Kungl. Maj:t. Kungl. Maj:t fastställde stadgarna den 15 oktober 1920 och i den första paragrafen fastställdes skolans huvuduppgift, vilken beskrevs såsom:
| ”              | Handelshögskolan i Göteborg har till uppgift att genom vetenskaplig undervisning och forskning främja vårt lands handel och näringsliv | „ |
| – SFS 1920:721 | |   |

Ledningen för skolan anförtroddes åt en styrelse med följande sammansättning:
- Ordförande, som förordnades av Kungl. Maj:t
- Tre ledamöter som utsågs av handelskammaren i Göteborg
- Två ledamöter som utsågs av stadsfullmäktige i Göteborg
- En ledamot representerande Göteborgs högskolas lärarkår
- En ledamot utsedd av Göteborgs handelsinstitut

Handelshögskolans första styrelse konstituerades den 3 februari 1921, och 11 september 1922 beslöt styrelsen att förklara professurerna i nationalekonomi och handelsteknik (företagsekonomi) lediga. Den 4 juni 1923 hade dessa professorer blivit utnämnda och utnämningarna fastställts av Kungl. Maj:t. Då även en rektor blivit utsedd och vissa lärare för kortare tid förordnats, öppnades handelshögskolan den 1 oktober 1923.
För att bli antagen som elev vid Handelshögskolan skulle man 1923 ...ha avlagt studentexamen eller varit lärjunge vid annan högskola eller den högre avdelningen av Chalmersska institutet eller erhållit godkänt avgångsbetyg från högre handelsläroverk eller tekniskt elementarläroverk. Även annan sökande, som anses därtill äga förutsättningar, kan vinna inträde bland högskolans lärjungar, samt De lärjungar, som så önska, beredas tillfälle att avlägga examen eller att, efter särskild prövning i ett eller flera ämnen, erhålla vitsord över sina därvid ådagalagda kunskaper. En äldre beteckning på en person som avlagt ekonomisk examen var diplomerad från Handelshögskolan i Göteborg (DHG).
Huvudansvaret låg på Göteborgs stadsfullmäktige, som upplät den byggnad vid Läroverksgatan 6, som tidigare disponerats av Göteborgs handelsinstitut. Handelshögskolan var redan från början nära ansluten till Göteborgs högskola, så till exempel fungerade en professor från Göteborgs högskola som rektor och lärarna var delvis gemensamma. Antalet elever uppgick första året till 11 stycken, passerade 100 stycken 1932 och 500 stycken vid höstterminen 1959, varav 17 kvinnliga.
En gemensam geografisk institution för handelshögskolan och Göteborgs högskola, beslutades av stadsfullmäktige 1929. Anslaget på 32 000 kronor för ändamålet, gjordes ur Wilh. Röhss donationsfond (1926). Handelshögskolan fick statsbidrag från läsåret 1937-38, där anslagssumman fördelades så att staten betalade två tredjedelar och staden den resterande tredjedelen.
Sedan en byggnadsfond upprättades och bidrag lämnats av 56 donatorer, uppgick denna 1948 till över 2 miljoner kronor och arbetet med en nybyggnad inom 22:a kvarteret Husaren i Haga påbörjades 1950. Till inredning av den nya byggnaden anslog Göteborgs stadsfullmäktige 250 000 kronor ur Wilh. Röhss utdelningsfond. Men bygget kunde endast genomföras tack vare att byggnadskommittén vände sig till donatorerna och med hänsyn till byggnadskostnadernas ökning, begärde 30% tillägg på tidigare gjorda donationer.
Den 21 maj 1943 utexaminerades civilekonomer för första gången från Handelshögskolan, i samband med att skolan fyllde 20 år.
Den 11 november 1950 skedde den första doktorsdisputationen vid Handelshögskolan, då lektorn Nils Västhagen försvarade sin avhandling "Inkomst- och utgiftsbegreppen i förvaltnings- och affärsbokföring".
Från krigsslutet till år 1960 växte antalet elever från 400 till 500, och år 1970 uppgick elevantalet till 1 543. Redan under andra världskriget hade handelshögskolan fått rätt att examinera licentiater och år 1950 fick man disputationsrätt.

### Handelshögskolan blir statlig
Den 1 juli 1961 ombildades Handelshögskolan till en statlig högskola efter förhandlingar mellan Kungl. Maj:t, staten och Handelshögskolan, dock hade statsmaktens representanter önskat en total integration med Göteborgs universitet. Skolan integrerades med samhällsvetenskapliga fakulteten vid universitetet 1 juli 1971, och man kunde då redovisa totalt 3 605 utexaminerade. 

### Byggnaderna

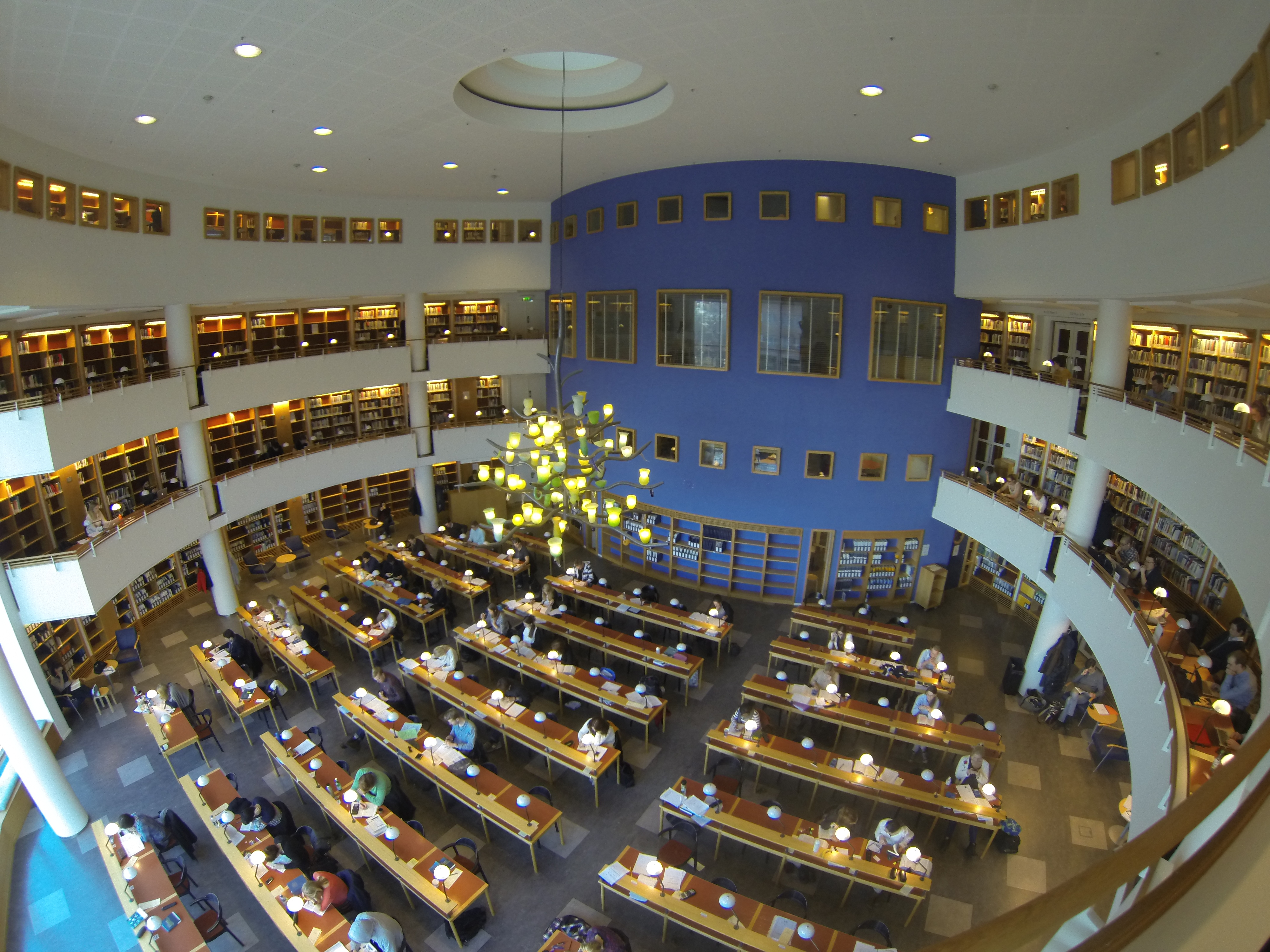
Ekonomibibliotekets läsesal.

Styrelsen för Handelshögskolan hade i en skrivelse den 2 december 1938 begärt att stadsfullmäktige skulle ta upp frågan om skolans lokalfråga till prövning. Efter en preliminär utredning, beslutade Drätselkammaren den 8 juli 1941 att tillsätta en beredning med uppdraget att efter samråd med styrelsen för Handelshögskolan inkomma med förslag. På grundval av deras förslag, utarbetade avdelningen för arkitektur vid Chalmers tekniska högskola under ledning av professor Melchior Wernstedt ett antal skissritningar till en ny handelshögskola. 
I mars 1944 tillsatte Göteborgs stad en kommitté som skulle utreda frågan om vilken tomtmark som fanns tillgänglig för offentliga institutioner i Göteborg, däribland Handelshögskolan. I en skrivelse till stadsfullmäktige den 12 oktober 1945 anhöll Handelshögskolans styrelse, att stadsfullmäktige skulle besluta att kostnadsfritt upplåta stadsägan nr 8845 i 22:a kvarteret Husaren med adressnummer Vasagatan 3 och Haga Kyrkogata 1, som tomt för uppförandet av en ny byggnad. Vid sitt sammanträde 21 mars 1946 beslöt stadsfullmäktige preliminärt att upplåta det begärda tomtområdet. Efter att en ny stadsplan fastställts av länsstyrelsen den 26 juni 1950, bildades den nya "tomten nr 1 i 22 kv. Husaren", som i areal mätte 3 507 kvadratmeter. Arrangemanget krävde dock en sammanläggning av del av stadsägan nr 8845 och del av stadsägan nr 8844, där grannen Göteborgs Högre Samskola fick göra vissa eftergifter. Samskolan fick avstå cirka fyra meter av sin östra tomtgräns för nybyggets utbredning. Deras vaktmästarbostad revs, men ersattes av en ny på Praktiska hushållsskolans tomt i sydost. Dessutom fick Samskolan sin huvudingång flyttad till Lilla Bergsgatan i söder. Samskolan kompenserades för sin förlust av tomtmark genom att man erhöll en "remsa" av fattigvårdens tomt i söder.
Vid slutet av 1945 överlämnade Mary von Sydow genom ett gåvobrev den 17 december till Handelshögskolan en i värdehandlingar nedlagd donation, motsvarande 500 000 kronor, och i slutet av 1947 uppgick byggnadsfonden till 1 820 062 kronor. Den 5 juni 1947 utformades ett tävlingsprogram för byggnadens utformning, och då tävlingstiden utgick den 15 november 1947 hade 75 tävlingsförslag inlämnats. Prisnämnden gav sitt utlåtande 16 februari 1948, tilldelades första priset ett förslag som anmälts under mottot "Pagina". Förslaget var inlämnat av Stockholmsarkitekterna Sture Ljungqvist och Carl Nyrén, och huvudentreprenör blev Olle Engkvist Byggnads AB. Motivet löd bland annat:
 "Det arkitektoniska totalgreppet är förtjänstfullt. Byggnadsgrupperingen, som lämnar en stor del av tomten fri, är god. Önskvärt hade dock varit, att höghuset indragits något från Vasagatan. Den öppna tomtytan delas av det fritt liggande kårhuset i en inre kringbyggd gård, som kan tillföra hela anläggningen ett stort trevnads värde, och en yttre del i anslutning till den granntomt vara i framtiden erforderlig utvidgning förväntas komma att ske. Från kårhusets bottenvåning äro administration och bibliotek lätt tillgängliga, från kårhusets övre våning kan direkt kommunikation med de utmärkt förlagda föreläsningssalarna anordnas. Arkitekturen är knapphändigt redovisad med en rättfram, enkel hållning, dock något torr." 
För inredningen beviljade stadsfullmäktige 250 000 kronor ur Wilh. Röhss donationsfond (1948). Byggnadsarbetet påbörjades i november 1950. Vid planeringen av området, antogs att plats för de studerandes cyklar, uppskattades till cirka 300, och för 15 personbilar, varav 5 i varmgarage. 
Den 24 oktober 1952 invigdes Göteborgs Handelshögskolas nybyggnad av prins Bertil, på den före detta Lindströmska stiftelsens tomt vid Vasagatan 3/Haga Kyrkogata 1. I sitt invigningstal anförde prinsen bland annat: "Jag är övertygad om att Göteborgs Handelshögskola väl fyller alla de krav på högre utbildning i nationalekonomi m.m. som kan ställas på en dylik läroanstalt, och det är för mig, som har ett stort intresse för vårt lands industri och handel, en särskild glädje att vara här i dag," samt "Göteborg är väl främst att betrakta som en handelns och köpenskapens stad. Att detta dock låter sig väl förena med tanken att hit förlägga en högskola inses väl allmänt numera. Mera märkligt är dock att framsynta män redan för mer än ett halvt sekel sedan klart insåg detta."

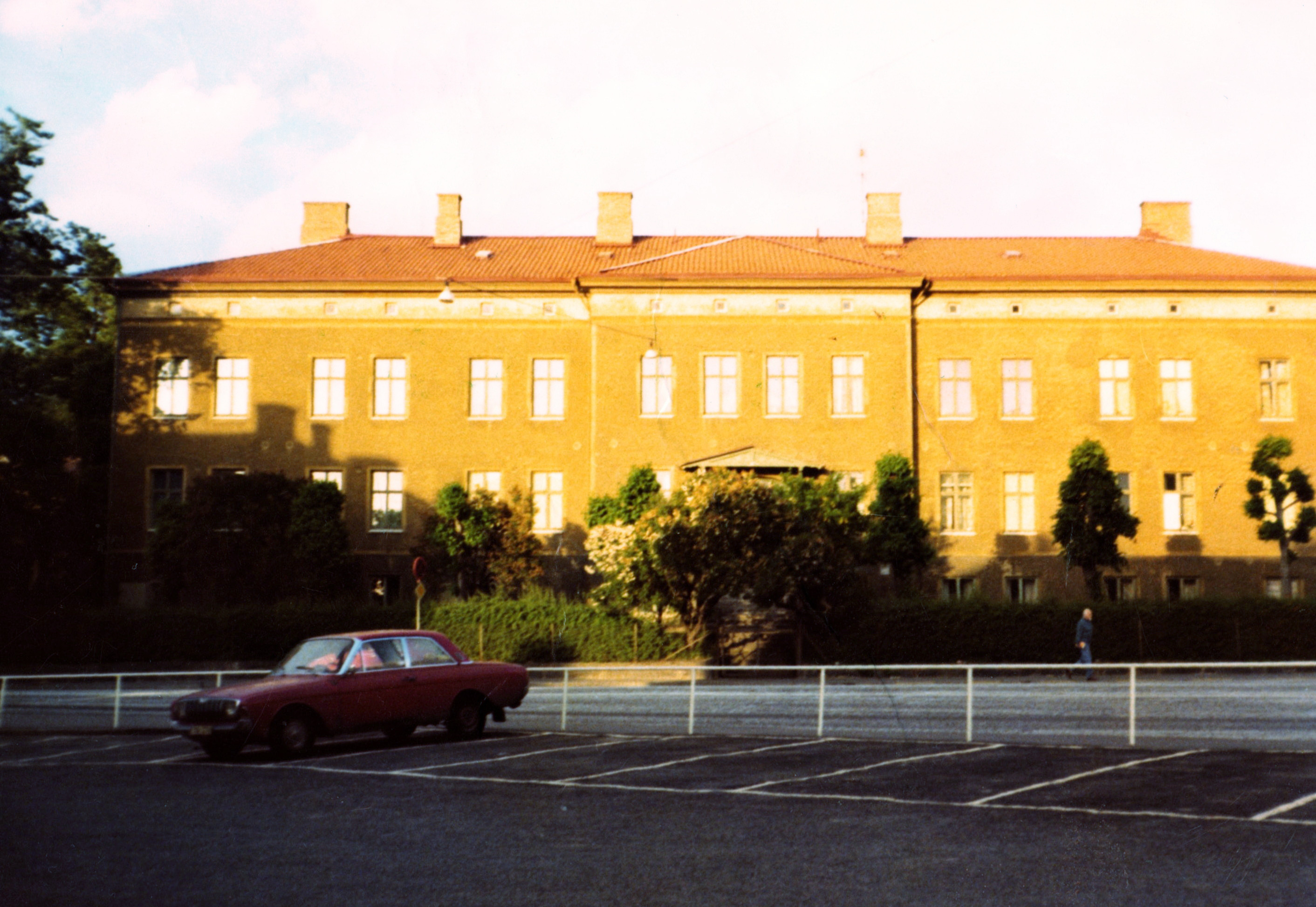
Sprängkullshemmet 1976, sedan riven för att ge plats till Handelshögskolans tillbyggnad.

Byggnaden i åtta våningar uppfördes efter arkitekterna Sture Ljungqvists och Carl Nyréns ritningar. På tomten låg tidigare det av Victor von Gegerfelt ritade hemmet "Pauvres Honteux", vilket revs 1950. Stiftelsen flyttade 1 december 1942 till en nyuppförd byggnad vid Oxhagsgatan 54 i Kungsladugård. Kostnaderna för nybygget uppgick till cirka 4,3 miljoner kronor, där medlen tillkommit genom donationer av enskilda personer samt företag. Tillbyggnaden av Erséus, Frenning & Sjögren Arkitekter 1994-95, fick hörsalar, Ekonomiska biblioteket och kårlokaler organiserades kring den glasade foajén mot den inre gården. Materialvalen är tegel, anslutet till marken med en lutande stensockel. På det högre huset märks marmor och grönt glas i bröstningarna. Tillbyggnaden består precis som den äldre byggnaden av huskroppar kring en inre gård, förenade med glasade korridorer. Fasaderna är i bulgarisk kalksten, sockeln är av granit, fönster och plåtarbeten i zink. Tillbyggnaden fick Kasper Salin-priset 1995 och pris för bästa byggnad i Göteborg av Per och Alma Olssons fond 1996.
I juni 2009 påbörjades ytterligare en tillbyggnad, denna gång på innergården. Samma arkitekt som ritade byggnaden 1995, Peter Erséus, står bakom det nya huset. Tillbyggnaderna gjordes med målsättning att bevara den öppna och generösa gården. Tre nya flyglar byggdes därför låga och integrerade i marken, i formen av ett E, med tak täckta av sedummattor och fasader av natursten och glas. Inflyttning blev i juni 2010.
I januari 2020 påbörjades rivningen av tegelbyggnaden.

## Utbildning
Grundnivå (kandidatprogram)
- Ekonomie kandidatprogrammet (180 hp)
- Bachelor's Programme in Business and Economics (180 hp)
- Handelshögskolans logistikprogram (180 hp)
- Samhällsvetenskapligt miljövetarprogram (180 hp)
- Fristående kurser

Grundnivå med examen på avancerad nivå (270 hp)
- Juristprogrammet (270 hp)

Avancerad nivå, 1-åriga magisterprogram på svenska
- Management av tillväxtföretag (MATIX)

Avancerad nivå, 2-åriga masterprogram på engelska (120 hp)
- Accounting and financial management
- Economics
- Finance
- Innovation and industrial management
- International business and trade
- Knowledge-based entrepreneurship
- Logistics and transport management
- Management
- Marketing and consumption

Executive Education
- Executive MBA
- Skräddarsydda utbildningar

Forskarutbildning
- Ges vid samtliga institutioner

## Organisation[18]
Institutioner
- Ekonomi och samhälle - inklusive ekonomisk historia, innovation och entreprenörskap, kulturgeografi
- Företagsekonomi - inklusive ekonomisk geografi
- Juridik
- Nationalekonomi med statistik

Enheter
- Institutet för innovation och samhällsförändring

Forskningscentra
- Centre for Business in Society
- Centre for International Business Studies
- Centre for Retailing
- Centrum för affärssystem
- Centrum för finans
- Centrum för hälsoekonomi vid Göteborgs universitet
- Gothenburg Centre of Globalization and Development
- Centrum för konsumtionsvetenskap
- Centrum för regional analys
- Centrum för turism
- Centrum för global human resource management
- Centre for Intellectual Property

Associerade verksamheter
- Business & Design lab
- Centrum för Europaforskning (CERGU)
- Centrum för forskning om offentlig sektor (CEFOS)
- Centrum för hav och samhälle
- Environment for Development initiative
- Lighthouse

## Gadden
Gadden är nordens största arbetsmarknadsdagar för ekonomer, jurister, logistiker och miljövetare som anordnas årligen i november och cirka 100 företag ställer ut och besöks av tusentals studenter. Första Gadden genomfördes 1982. 2020 firade Gadden 38 år med temat Shape Your Tomorrow.

## GU School of Executive Education
School of Executive Education vid Handelshögskolan, Göteborgs universitet bildades 2008. School of Executive Education levererar öppna program, som Executive MBA, och skräddarsydda program för privat och offentlig sektor på en global marknad. Kunderna finns utspridda över hela världen och utbildningar genomförs i bland annat Finland, USA, Indien, Kina och Singapore. School of Executive Education designar utbildningar som kombinerar akademisk tyngd med praktisk relevans, som hjälper kunderna att implementera strategier genom utveckling av nyckelmedarbetare.

## Rektorer
- 1920–1928: Otto Nordenskjöld[20]
- 1928–1931: Gunnar Westin Silfverstolpe
- 1931–1959: Hadar Berglund
- 1959–1962: Ulf af Trolle
- 1962–1971: Kurt Grönfors
- 1986–1993: Lars Nordström[21]
- 1993–1994: Anders Edström
- 1994–1997: Gunilla Bornmalm-Jardelöw
- 1997–2000: Göran Bergendahl
- 2000–2010: Rolf Wolff
- 2010–2024: Per Cramér
- 2024- : Måns Söderbom

## Alumni
- Percy Barnevik, styrelseordförande för Sandvik AB och Skanska, styrelsemedlem av General Motors, Astra Zeneca med flera
- Gustav Kasselstrand, partiledare Alternativ för Sverige, före detta förbundsordförande för SDU
- Carl Bennet[22], finansman, huvudägare och styrelseordförande i Getinge, Lifco och Elanders, styrelseordförande i Göteborgs universitet, samt styrelseledamot i de börsnoterade bolagen SSAB och Boliden
- Hans Bergenheim, Styrelseledamot Avanza bank[23], verkställande direktör Ikanobanken
- Holger Bergqvist, riksdagsledamot, finanskommunalråd i Göteborg 1971-1976, vice ordförande Riksgälden
- Joachim Berner, styrelseordförande i Catella Media och Talentum
- Hans "Brasse-Hasse" Blomqvist, tidigare allsvensk fotbollsspelare
- Göran Brorsson, verkställande direktör Westergyllen[24]
- Thomas Bräutigam, verkställande direktör Brio[24]
- Birgitta Böhlin[25], verkställande direktör och koncernchef Samhall[26]
- Lennart Carlson, verkställande direktör Fingerprint Cards[24]
- Alrik Danielson, verkställande direktör Höganäs AB och från 1 januari 2015 vd och koncernchef vid SKF.[24]
- Jörgen Ekdahl, verkställande direktör Svedbergs[24]
- Jan Eliasson, diplomat, tidigare bland annat utrikesminister och ordförande för FN:s generalförsamling
- Thomas Evertsson, verkställande direktör Willys[27]
- Lennart Evrell, verkställande direktör Munters[24]
- Jan Forssjö, verkställande direktör Pricer[24]
- Alf Göransson, verkställande direktör och koncernchef Securitas AB, styrelseordförande Loomis AB, styrelseledamot Hexpol AB och Axel johnson inc. Tidigare bland annat verkställande direktör och koncernchef NCC AB[28]
- Håkan Hellström, före detta verkställande direktör Castellum[24]
- Bert-Inge Hogsved, grundare och koncernchef Hogia
- Anders Jansson (företagare), styrelseledamot Vårdapoteket, tidigare verkställande direktör Hemtex och Sverigechef Lindex[29]
- Pär-Arne Jigenius, journalist, författare, debattör och tidigare bland annat chefredaktör för Göteborgs-Posten och Pressombudsman
- Staffan Jufors, verkställande direktör för Volvo Lastvagnar
- Håkan Larsson, verkställande direktör Transatlantic (rederi)[24]
- Ulf G. Lindén, tidigare bland annat huvudägare och ordförande i kemikoncernen Höganäs AB, vice verkställande direktör AB Volvo, samt hedersledamot Handelskammaren[30]
- Gerteric Lindquist, verkställande direktör Nibe[24]
- Camilla Läckberg, författare
- Göran Malm[31], vice verkställande direktör för SKF, vice verkställande direktör för General Electric Company, vice verkställande direktör Dell, inc. samt diverse styrelseuppdrag bl.a. i Samsung Electronics
- Cecilia Malmström, EU-kommissionär samt tidigare EU-minister
- Lars Murman, styrelseordförande Proffice.[32]
- Jan Nilsson, verkställande direktör Tripep[24]
- Thommy Nilsson, verkställande direktör JC[24]
- Stig Nordfelt, styrelseledamot H&M[33]
- Hans Norén, verkställande direktör Concordia[24]
- Julia Norinder, verkställande direktör Preera
- Lennart Nylander, verkställande direktör Wilh. Sonesson AB[24]
- Dan Sten Olsson, koncernchef och verkställande direktör Stena AB, vice ordförande i Sveriges Redareförening[34]
- Hans-Olov Olsson[35], styrelseledamot SKF, tidigare styrelseordförande Volvo Cars
- Leif Pagrotsky, riksdagsledamot, vice ordförande i Riksbanksfullmäktige, före detta statsråd, tidigare bland annat näringsminister samt utbildnings- och kulturminister
- Svante Samuelsson, före detta fotbollsspelare i Kalmar FF
- Per Schlingmann, tidigare pressekreterare i Moderata ungdomsförbundet samt kommunikationschef och partisekreterare för Moderaterna
- Melker Schörling, styrelseordförande i Securitas AB samt äger även betydande aktieposter i Assa Abloy, Nibe industrier AB och Hexagon (företag).[36]
- Lennart Simonsson, verkställande direktör Broström AB[24]
- Christer Simrén, verkställande direktör Korsnäs AB, styrelseordförande Sia Latgran, styrelseledamot AB Geveko. Tidigare bland annat verkställande direktör och koncernchef Wermland Paper AB, verkställande direktör och koncernchef Mediabricks (nuvarande Handmark US)[37]
- Anders Strålman, verkställande direktör & koncernchef Axfood AB[27]
- Inge Thulin, verkställande direktör 3M Company
- Fredrik Trägårdh, verkställande direktör Net Insight[24]
- Kenneth Uddh, verkställande direktör & koncernchef Borås Wäfveri AB[38]
- Hans Wallenstam, verkställande direktör Wallenstam[24]
- Thomas Widstrand, tidigare verkställande direktör Borås Wäfveri AB[24]
- Johan Wieslander, tidigare verkställande direktör och styrelseordförande Connecta[24]
- Leif Östling, verkställande direktör Scania,[39] styrelseordförande SKF
- Kristin Petersson, Founder of Medveten Grön
- Caroline Krensler, COO and co-founder Vinngroup AB
- Camilla Nyman, tidigare VD för Göteborg & Co
- Lotta Nibell, VD på GotEvent
- Eva Halvarsson, VD Andra AP-fonden
- Carin Kindbom, VD för Svenska Mässan.
- Marianne Brismar, Board Of Directors at Greencarrier
- Ann Sofie Gullbring, Sustainability Manager IKEA Group
- Caroline Farberger, VD ICA Försäkrings AB
- Jessica Orrmyr, Management Director Colligent
- Märta Jansdotter, VD Gröna gårdar
- Daniel Ervér, VD H&M Group
- Mirja Wester, VD Göteborgs Filmfestival